# 55. Oscar-gála
Az 55. Oscar-gálát, a Filmakadémia díjátadóját 1983. április 11-én tartották meg. A legtöbb (11) jelölést és díjat (8) ismét angol film nyerte. Az amerikai filmtermést az E. T., a földönkívüli, Aranyoskám, Sophie választása és a Garni-zóna képviselték. A jelölt művészek közé tartozott például Dustin Hoffman, Jack Lemmon, Peter O’Toole, Meryl Streep, Jessica Lange és Sissy Spacek.
Meryl Streep 1982-ben is jelölt volt a A francia hadnagy szeretője címszerepéért, ezúttal már nyerni is tudott a Sophie választásá-val. Jessica Lange jelölt volt a női fő- és a mellékszereplő díjra is, ez utóbbit el is nyerte. Steven Spielberg azonban csalódott volt, korábban Az elveszett frigyláda fosztogatói és most az E. T., a földönkívüli is csak technikai díjakat kapott. Az este után így vélekedett: Itt tendenciáról van szó: a fontos filmnek kell nyernie, nem annak, amelyre tódulnak a nézők.[forrás?]

## Kategóriák és jelöltek
nyertesek félkövérrel jelölve

### Legjobb film
- Gandhi – Indo-British Films, Columbia – Richard Attenborough
  - Aranyoskám – Mirage/Punch, Columbia – Sydney Pollack és Dick Richards
  - Eltűntnek nyilvánítva – Universal/PolyGram, Universal – Edward Lewis és Mildred Lewis
  - E. T., a földönkívüli (E.T. the Extra-Terrestrial) – Universal – Steven Spielberg és Kathleen Kennedy
  - Az ítélet – Fox-Zanuck/Brown, 20th Century Fox – Richard D. Zanuck és David Brown

### Legjobb színész
- Ben Kingsley  –  Gandhi
  - Dustin Hoffman      –  Aranyoskám
  - Jack Lemmon         –  Eltűntnek nyilvánítva
  - Paul Newman         –  Az ítélet
  - Peter O’Toole       –  Legkedvesebb évem

### Legjobb színésznő
- Meryl Streep  –  Sophie választása (Sophie's Choice)
  - Julie Andrews  –  Viktor, Viktória (Victor/Victoria)
  - Jessica Lange  –  Frances
  - Sissy Spacek  –  Eltűntnek nyilvánítva (Missing)
  - Debra Winger  –  Garni-zóna/Tiszt és úriember (An Officer and a Gentleman)

### Legjobb férfi mellékszereplő
- Louis Gossett Jr.  –  Garni-zóna/Tiszt és úriember (An Officer and a Gentleman)
  - Charles Durning  –  A legjobb kis ház Texasban
  - John Lithgow  –  Garp szerint a világ
  - James Mason  –  Az ítélet
  - Robert Preston  –  Viktor, Viktória (Victor/Victoria)

### Legjobb női mellékszereplő
- Jessica Lange – Aranyoskám
  - Glenn Close – Garp szerint a világ
  - Teri Garr – Aranyoskám
  - Kim Stanley – Frances
  - Lesley Ann Warren – Viktor, Viktória (Victor/Victoria)

### Legjobb rendező
- Richard Attenborough – Gandhi
  - Sidney Lumet – Az ítélet
  - Wolfgang Petersen – A tengeralattjáró (Das Boot)
  - Sydney Pollack – Aranyoskám
  - Steven Spielberg – E. T., a földönkívüli (E.T. the Extra-Terrestrial)

### Legjobb eredeti történet
- Gandhi – John Briley
  - Aranyoskám – Larry Gelbart, Murray Schisgal, Don McGuire
  - E. T., a földönkívüli (E.T. the Extra-Terrestrial) – Melissa Mathison
  - Étkezde – Barry Levinson
  - Garni-zóna/Tiszt és úriember (An Officer and a Gentleman) – Douglas Day Stewart

### Legjobb adaptált forgatókönyv
- Eltűntnek nyilvánítva – Constantin Costa-Gavras, Donald Stewart forgatókönyve Thomas Hauser könyve alapján
  - A tengeralattjáró – Wolfgang Petersen forgatókönyve Lothar G. Buchheim regénye alapján
  - Sophie választása (Sophie’s Choice) – Alan J. Pakula forgatókönyve William Styron regénye alapján
  - Az ítélet – David Mamet forgatókönyve Barry Reed regénye alapján
  - Viktor, Viktória (Victor/Victoria) – Blake Edwards forgatókönyve Reinhold Schünzel előbbi filmjének a forgatókönyvéből

### Legjobb operatőr
- Billy Williams és Ronnie Taylor, Gandhi
  - Nestor Almendros, Sophie választása (Sophie’s Choice)
  - Allen Daviau, E. T., a földönkívüli (E.T. the Extra-Terrestrial)
  - Owen Roizman, Aranyoskám
  - Jost Vacano, A tengeralattjáró (Das Boot)

### Látványtervezés és díszlet
- Stuart Craig, Robert W. Laing; Michael Seirton (Díszlet) – Gandhi
  - Dale Hennesy (posztumusz), Marvin March – Annie
  - Lawrence G. Paull, David L. Snyder, Linda DeScenna – Szárnyas fejvadász
  - Franco Zeffirelli, Gianni Quaranta – Traviata
  - Rodger Maus, Tim Hutchinson, William Craig Smith, Harry Cordwell – Viktor, Viktória (Victor/Victoria)

### Legjobb vágás
- Gandhi – John Bloom
  - A tengeralattjáró (Das Boot) – Hannes Nikel
  - E. T., a földönkívüli (E.T. the Extra-Terrestrial) – Carol Littleton
  - An Officer and a Gentleman – Peter Zinner
  - Aranyoskám – Frederic Steinkamp, William Steinkamp

### Legjobb vizuális effektus
- Nem adták ki.

### Legjobb idegen nyelvű film
- Újrakezdés (Volver a empezar/Begin the Beguine) (Spanyolország) – Nickel Odeon S. A. – José Luis Garci producer és rendező
  - Alsino and the Condor (Alsino y el cóndor) (Nicaragua) – CRFC, Instituto Cubano del Arte e Industrias Cinematográficos (ICAIC), Latinamerican Film, NFI – Hernán Littin producer – Miguel Littin rendező
  - Magánélet (Частная жизнь, Csasztnaja zsizny/Private life) (USSR) – Moszfilm – producer – Julij Rajzman rendező
  - Clean Slate (Coup de Torchon) (Franciaország) – Films A2, Les Films de la Tour, Little Bear – Henri Lassa, Adolphe Viezzi producerek – Bertrand Tavernier rendező
  - The Flight of the Eagle (Ingenjör Andrées luftfärd) (Svédország) – Adnorsk, Bold Productions, Norsk Film A/S, Polyphon Film- und Fernseh GmbH, SVT Drama, Svensk Filmindustri (SF) AB, Svenska Filminstitutet (SFI), Swedish Film Institute – Jörn Donner producer – Jan Troell rendező

### Legjobb filmzene

#### Eredeti filmzene
- E. T., a földönkívüli (E.T. the Extra-Terrestrial) – John Williams
  - Gandhi – Ravi Shankar és George Fenton
  - Garni-zóna/Tiszt és úriember (An Officer and a Gentleman) – Jack Nitzsche
  - Poltergeist – Kopogó szellem (Poltergeist) – Jerry Goldsmith
  - Sophie választása (Sophie’s Choice) – Marvin Hamlisch

#### Eredeti dalszerzés és annak adaptációja vagy adaptált filmzene
- Viktor, Viktória (Victor/Victoria) – Henry Mancini (dalszerzés és adaptáció) és Leslie Bricusse (dalszerzés)
  - Annie – Ralph Burns (adaptáció)
  - Szívbéli (One from the Heart) – Tom Waits (dalszerzés)

## Statisztika

### Egynél több jelöléssel bíró filmek
- 11: Gandhi
- 10: Tootsie
- 9: E.T.: The Extra-Terrestrial
- 7: Victor/Vicoria
- 6: A tengeralattjáró, Tiszt és úriember
- 5: Sophie választása, Az ítélet
- 4: Missing
- 3: Poltergeist
- 2: Annie, Blade Runner, Frances, La Traviata, Tron, Garp szerint a világ

### Egynél több díjjal bíró filmek
- 8: Gandhi
- 4: E.T. the Extra-Terrestrial
- 2: Tiszt és úriember